# テトラヒドロキシプテリジンシクロイソメラーゼ
テトラヒドロキシプテリジンシクロイソメラーゼ(Tetrahydroxypteridine cycloisomerase、EC 5.5.1.3)は、以下の化学反応を触媒する酵素である。
テトラヒドロキシプテリジン{\displaystyle \rightleftharpoons }キサンチン-8-カルボン酸
従って、この酵素の基質はテトラヒドロキシプテリジンのみ、生成物はキサンチン-8-カルボン酸のみである。
この酵素は異性化酵素、特にその他の基を移す分子内リアーゼに分類される。系統名は、テトラヒドロキシプテリジン リアーゼ(異性化)(tetrahydroxypteridine lyase (isomerizing))である。補因子として、NAD+を必要とする。